# Сайем, Абу Садат Мухаммед
Абу Садат Мухаммед Сайем (бенг. আবু সাদাত মোহাম্মদ সায়েম, 26 марта 1916 — 8 июля 1997) — президент Бангладеш.
Абу Садат Мухаммед Сайем родился в 1916 году в Рангпуре, получил высшее образование в области права в Колледже Президентства в Калькутте. В 1944 году он стал адвокатом в Высоком суде Калькутты, а после раздела Британской Индии в 1947 году он переместил свою практику в Высокий суд Дакки. Постепенно он делал карьеру в судебной системе Восточного Пакистана, и к 1970 году стал членом Комиссии по проведению границ между административными единицами и членом Избирательной комиссии.
После образования независимого Бангладеш Абу Садат Мухаммед Сайем 12 января 1972 года стал верховным судьёй Высокого суда Бангладеш, а после создания 17 декабря 1972 года Верховного суда Бангладеш — верховным судьёй Бангладеш. После свержения 6 ноября 1975 года Хундакар Муштак Ахмеда он стал президентом и главой Администрации военного положения. Обязанности главы Администрации военного положения он прекратил исполнять 29 ноября 1976 года, а президента — 21 апреля 1977.
Самым известным судебным решением Абу Садат Мухаммед Сайема является «дело Берубари» в мае 1974 года, в котором был оспорен обмен некоторыми анклавами между Индией и Бангладеш. Следствием этого судебного решения стала Третья поправка к Конституции Бангладеш.